# Preston Geer
Preston Geer (* in Orange, Orange County, Kalifornien) ist ein US-amerikanischer Schauspieler und Filmschaffender.

## Leben
Geer wurde im südkalifornischen Orange geboren. Er studierte ab 2006 an der California State University-Fullerton Film-, Kino- und Videostudien sowie Militärgeschichte, die er mit einem Bachelor-Abschluss im Jahr 2009 verließ. Seit dem 26. Mai 2017 ist er mit der Schauspielerin Emily Bolt verheiratet.
Seit 2010 ist Geer in der Filmindustrie tätig. 2010 war er als Kameramann am Kurzfilm Run beteiligt. Er debütierte 2012 in eine der Hauptrollen als Dale Cain im Kurzfilm Outside Paradise. 2017 mimte er in sieben Episoden der Miniserie Wishfool die Rolle des Gene the Genie. Im selben Jahr folgten Rollen im Kurzfilm The Sour Science sowie die titelgebende Serienhauptrolle in der Fernsehserie Bullseye: The Man Who Never Misses. Für beide Produktionen übernahm er zusätzlich verschiedene Tätigkeiten als Filmschaffender. 2022 wirkte er im Musikvideo zum Lied Vaudeville's Revenge der Band 96 Bitter Beings mit. Im selben Jahr übernahm er die Rolle des Aidan im B-Movie 4 Horsemen: Apocalypse – Das Ende ist gekommen. Außerdem hatte er im selben Jahr Episodenrollen in den Fernsehserien Young Sheldon und Murdered by Morning inne.

## Filmografie (Auswahl)

### Schauspiel
- 2012: Outside Paradise (Kurzfilm)
- 2017: Wishfool (Miniserie, 7 Episoden)
- 2017: The Sour Science (Kurzfilm)
- 2017: Bullseye: The Man Who Never Misses (Fernsehserie, 2 Episoden)
- 2018: Sín Fronteras (Kurzfilm)
- 2020: Wild West Chronicles (Fernsehserie, Episode 1x14)
- 2020: Great Asphyxiations (Kurzfilm)
- 2021: Amongst Friends (Kurzfilm)
- 2021: Deadly Girls Night Out
- 2021: The Creep (Kurzfilm)
- 2022: Hilfe, ich wurde gebissen! (Something Bit Me, Fernsehdokuserie, Episode 1x06)
- 2022: 4 Horsemen: Apocalypse – Das Ende ist gekommen (4 Horsemen: Apocalypse)
- 2022: Young Sheldon (Fernsehserie, Episode 5x21)
- 2022: Murdered by Morning (Fernsehserie, Episode 2x05)
- 2022: The Con (Fernsehdokuserie, Episode 2x02)
- 2022: The Naked Truth (Kurzfilm)
- 2023: Secrets in the Desert (Fernsehfilm)
- 2024: Alien: Rubicon

### Filmschaffender
- 2010: Run (Kurzfilm; Kamera)
- 2012: Outside Paradise (Kurzfilm; Produktion, Drehbuch, Regie)
- 2013: Contrition (Kurzfilm; Produktion, Kamera)
- 2015: The Morning Light (Kurzfilm; Produktion, Drehbuch, Regie, Kamera, Filmschnitt)
- 2015: How to Be a Gangster in America (Produktion)
- 2015: The Itinerary (Kurzfilm; Produktion, Kamera)
- 2017: The Sour Science (Kurzfilm; Produktion, Drehbuch)
- 2017: Bullseye: The Man Who Never Misses (Fernsehserie; Produktion, Filmschnitt)
- 2017–2018: Bullseye: The Man Who Never Misses (Fernsehserie, 8 Episoden; Drehbuch)
- 2018: Sín Fronteras (Kurzfilm; Produktion)
- 2018: Diana Toni's Green Thumb (Kurzfilm; Kamera)
- 2021: What's Your Movie? (Podcastserie; Produktion, Regie, Filmschnitt)